# Tsuyoshi Furukawa
Tsuyoshi Furukawa (jap. 古川 毅, Furukawa Tsuyoshi; * 21. September 1972 in der Präfektur Aomori) ist ein ehemaliger japanischer Fußballspieler.

## Karriere
Furukawa erlernte das Fußballspielen in der Schulmannschaft der Gonohe High School und der Universitätsmannschaft der Sendai-Universität. Seinen ersten Vertrag unterschrieb er 1995 bei den Otsuka Pharmaceutical. Der Verein spielte in der zweithöchsten Liga des Landes, der Japan Football League. Für den Verein absolvierte er 58 Spiele. 1997 wechselte er zum Ligakonkurrenten Consadole Sapporo. 1997 wurde er mit dem Verein Meister der Japan Football League und stieg in die J1 League auf. Am Ende der Saison 1998 stieg der Verein in die J2 League ab. 2000 wurde er mit dem Verein Meister der J2 League und stieg wieder in die J1 League auf. Für den Verein absolvierte er 119 Spiele. 2003 wechselte er zum Zweitligisten Montedio Yamagata. Für den Verein absolvierte er 61 Spiele. Ende 2004 beendete er seine Karriere als Fußballspieler.